# Saint-André (Nouveau-Brunswick)
Pour les articles homonymes, voir Saint-André.
Saint-André est une ancienne communauté rurale du Nouveau-Brunswick, au Canada. Elle fait partie de la ville de Grand-Sault depuis la réforme de la gouvernance locale du 1er janvier 2023.

## Toponyme
Dès 1835, le nom attribué au grand territoire de Saint-André est d'abord celui de Colebrooke, en l'honneur de Sir William Colebrooke qui propose de faire la coupe du bois sur ce territoire.

## Géographie

Situation de Saint-André dans le comté de Madawaska.

Saint-André est situé à 62 kilomètres de route au sud-est d'Edmundston, dans le comté de Madawaska. Le village est bâti sur un plateau au pied des Appalaches mais possède un vaste territoire occupé principalement par des fermes. Le fleuve Saint-Jean coule au sud. Le territoire est en fait situé à la Frontière entre le Canada et les États-Unis.
Saint-André est limitrophe de la paroisse de Saint-Léonard à l'ouest, de la paroisse de Drummond à l'est et de la ville de Grand-Sault au sud. Au-delà du fleuve, au sud-ouest, s'étend l'état américain du Maine; la ville de Hamlin est située en face.
Saint-André est généralement considéré comme faisant partie de l'Acadie, quoique l'appartenance des Brayons à l'Acadie fasse l'objet d'un débat.

## Histoire
Comeau Ridge est fondé avant 1879 par des Acadiens du fleuve Saint-Jean, en vertu de la Free Grants Act (Loi sur les concessions gratuites). La caisse populaire de Drummond est fondée en 1939. L'école régionale est inaugurée en 1953. La caisse est plus tard fusionnées avec celles de Drummond, Notre-Dame-de-Lourdes et Saint-Georges (Grand-Sault) pour former la Caisse populaire Les Chutes. Elle fusionne ensuite avec la Caisse populaire La Vallée en 2003 pour former la Caisse populaire La Vallée de l'Érable. Saint-André devient une communauté rurale le 31 juillet 2006. Saint-André est l'une des localités organisatrices du Ve Congrès mondial acadien en 2014.

## Démographie
| 2011 | 2016 |
| ---- | ---- |
| 819  | 772  |

## Économie
Entreprise Grand-Sault, membre du Réseau Entreprise, a la responsabilité du développement économique.

## Administration

### Conseil municipal
Le conseil municipal est formé d'un maire, d'un conseiller général et de cinq conseillers de quartier. La communauté rurale est en effet divisée en 5 quartiers pour des fins administratives.
Le conseil municipal actuel est élu lors de l'élection quadriennale du 10 mai 2016.
Anciens conseils municipaux
Le conseil municipal précédent est élu lors de l'élection quadriennale du 14 mai 2012. Le second dépouillement du 25 mai suivant confirme l'élection du conseiller Alyre Mazerolle face à Bobby Ouellette. Le conseiller du quartier 4, Nelson Bernier, démissionne le 3 décembre pour raisons de santé. Une élection partielle a donc lieu le 13 mai suivant et Gilles Joseph Paradis l'emporte.
| Mandat      | Fonctions               | Nom(s)                  |
| ----------- | ----------------------- | ----------------------- |
| 2012 - 2016 | Maire                   | Allain Desjardins       |
| 2012 - 2016 | Conseillère générale    | Micheline V. Desjardins |
| 2012 - 2016 | Conseillers de quartier |                         |
| 2012 - 2016 | #1                      | Marcel Levesque         |
| 2012 - 2016 | #2                      | Lyn Madore              |
| 2012 - 2016 | #3                      | Alyre C. Mazerolle      |
| 2012 - 2016 | #4                      | Gilles Paradis          |
| 2012 - 2016 | #5                      | Suzanne Lajeunesse      |

| Période | Période | Identité       | Étiquette | Qualité |
| ------- | ------- | -------------- | --------- | ------- |
| 2006    | 2012    | Lionel Poitras |           |         |

| Période                                  | Période | Identité         | Étiquette | Qualité |
| ---------------------------------------- | ------- | ---------------- | --------- | ------- |
| 196?                                     | 19??    | Noé Lévesque     |           |         |
| 1995                                     | 2001    | Armande Beaulieu |           |         |
| 2001                                     | 2006    | Lionel Poitras   |           |         |
| Les données manquantes sont à compléter. |         |                  |           |         |

### Commission de services régionaux
Saint-André fait partie de la Région 1, une commissions de services régionaux (CSR) devant commencer officiellement ses activités le 1er janvier 2013. Saint-André est représenté au conseil par son maire. Les services obligatoirement offerts par les CSR sont l'aménagement régional, la gestion des déchets solides, la planification des mesures d'urgence ainsi que la collaboration en matière de services de police, la planification et le partage des coûts des infrastructures régionales de sport, de loisirs et de culture; d'autres services pourraient s'ajouter à cette liste.

### Représentation et tendances politiques
Saint-André est membre de l'Association francophone des municipalités du Nouveau-Brunswick.
 Nouveau-Brunswick: Saint-André fait partie de la circonscription provinciale de Grand-Sault—Drummond—Saint-André, qui est représentée à l'Assemblée législative du Nouveau-Brunswick par Danny Soucy, du Parti parti progressiste-conservateur. Il fut élu en 2010.
 Canada: Saint-André fait partie de la circonscription électorale fédérale de Tobique—Mactaquac, qui est représentée à la Chambre des communes du Canada par Michael Allen, du Parti conservateur. Il fut élu lors de la 39e élection générale, en 2006, et réélu en 2008.

## Vivre à Saint-André
L’école Régionale de Saint-André accueille les élèves de la maternelle à la 6e année. C'est une école publique francophone faisant partie du district scolaire #3. Les élèves peuvent poursuivre leurs études à la polyvalente Thomas-Albert de Grand-Sault. La classe alternative de la polyvalente Thomas-Albert est par contre située à Saint-André.
Saint-André possède aussi une caserne de pompiers. Le bureau de poste et le détachement de la Gendarmerie royale du Canada le plus proche est à Grand-Sault. Le poste d'Ambulance Nouveau-Brunswick le plus proche est aussi à Grand-Sault. L'hôpital général de Grand-Sault dessert la région.
L'église Saint-André est une église catholique romaine faisant partie du diocèse d'Edmundston.
Le quotidien francophone est L'Acadie nouvelle, publié à Caraquet, et le quotidien anglophone est Telegraph-Journal, publié à Saint-Jean.

## Culture

### Personnalités
- Joseph Lévesque (né en 1923), agronome, fonctionnaire et homme politique.

### Langues
Selon la Loi sur les langues officielles, Saint-André est officiellement francophone puisque moins de 20 % de la population parle l'anglais.

### Architecture et monuments
Il y a une attraction de bord de route le long de la route 144: une sculpture appelée Madame Patate.